# Egidio Cattaneo
Egidio Cattaneo (Rho, 10 aprile 1927 – Milano, 25 gennaio 1983) è stato un calciatore italiano, di ruolo portiere.

## Carriera
Dopo essere cresciuto nell'Atalanta, vi ritornò nel 1950 per disputarvi 19 partite in due campionati di Serie A; chiuse la carriera in Campania, prima alla Salernitana e poi all'Avellino.